# Émile Le Camus

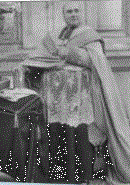
Émile Le Camus als Bischof von La Rochelle

Émile-Paul-Angel Constant Le Camus (* 24. August 1839 in Paraza; † 29. September 1906 in Malvisade bei Castelnaudary; auch Émile Le Camus) war ein französischer römisch-katholischer Geistlicher, Theologe und Bischof von La Rochelle.

## Leben
Er besuchte die Schule in Carcassonne und studierte danach am Seminar von Saint-Sulpice in Paris. Im Jahr 1861 reiste er nach Rom und wurde dort zum Dr. theol promoviert. Die Priesterweihe empfing Le Camus am 20. Dezember 1862 in Carcassonne.
Er erwies sich als wortmächtiger Prediger und wurde 1867 eingeladen, Fastenpredigten in Avignon zu halten. Hierfür wurde er zum Ehrenkanoniker ernannt. Der Bischof von Constantine in Algerien, Félix-Joseph-François-Barthélemy de Las Cases, erwählte ihn zu seinem Konzilstheologen beim Ersten Vatikanischen Konzil. Im Jahr 1875 wurde er stellvertretender Direktor der Dominikanerschule in der Abtei Sorèze und kurz darauf Leiter der neugegründeten Schule St. Francis de Sales in Castelnaudary. Dies blieb er bis 1887 und widmete sich dann ausschließlich dem Studium des Neuen Testaments. 1888 unternahm er eine erste Reise in den Nahen Osten, der mehrere weitere folgten. Im Jahr 1897 wurde er zum Kanoniker der Kathedrale von Carcassonne erwählt. Le Camus galt als Bibelwissenschaftler mit liberaler Tendenz.
Am 5. April 1901 wurde Émile Le Camus zum Bischof von La Rochelle ernannt. Die Bischofsweihe spendete ihm am 2. Juli desselben Jahres der Erzbischof von Bordeaux Victor-Lucien-Sulpice Kardinal Lécot; Mitkonsekratoren waren Eudoxe-Irénée-Edouard Mignot, Erzbischof von Albi, und Pierre-Eugène Rougerie, Bischof von Pamiers.
Unmittelbar nach seiner Bischofsweihe begann Le Camus damit, die Ausbildung in biblischer Exegese am Priesterseminar von La Rochelle grundlegend zu reformieren. Doch sehr bald bereitete ihm die laizistische Gesetzgebung Frankreichs, insbesondere das Gesetz zur Trennung von Kirche und Staat von 1905, große Mühen. Er sprach sich offen für diese Regelung aus, was für einen Bischof zu jener Zeit als unerhört angesehen wurde.
Émile Le Camus starb unerwartet im September 1906.

## Veröffentlichungen (Auswahl)
- La Vie de Notre Seigneur Jésus-Christ. 3 Bände. 6. Auflage 1901 (übersetzt ins Englische, Deutsche, und Italienische).
- Voyages aux Sept Eglises de l’Apocalypse.
- Notre Voyage aux Pays Bibliques. 3 Bände. 1889–1890.
- L’Œuvre des Apôtres. 3 Bände. 1905
- Les Enfants de Nazareth.
- Vraie et Fausse Exégese.
- Lettre sur la Formation Ecclésiastique des Séminaristes.
- Lettre réglant la réorganization des études ecclésiastiques.
- Mémoire addressé â MM. les députés membres de la Commission des Congrégations. In: Bulletin Trimestriel des Anciens Eleves de St-Sulpice Nr. XLIII, 15. November 1906, S. 450–454.